# 段慧玲

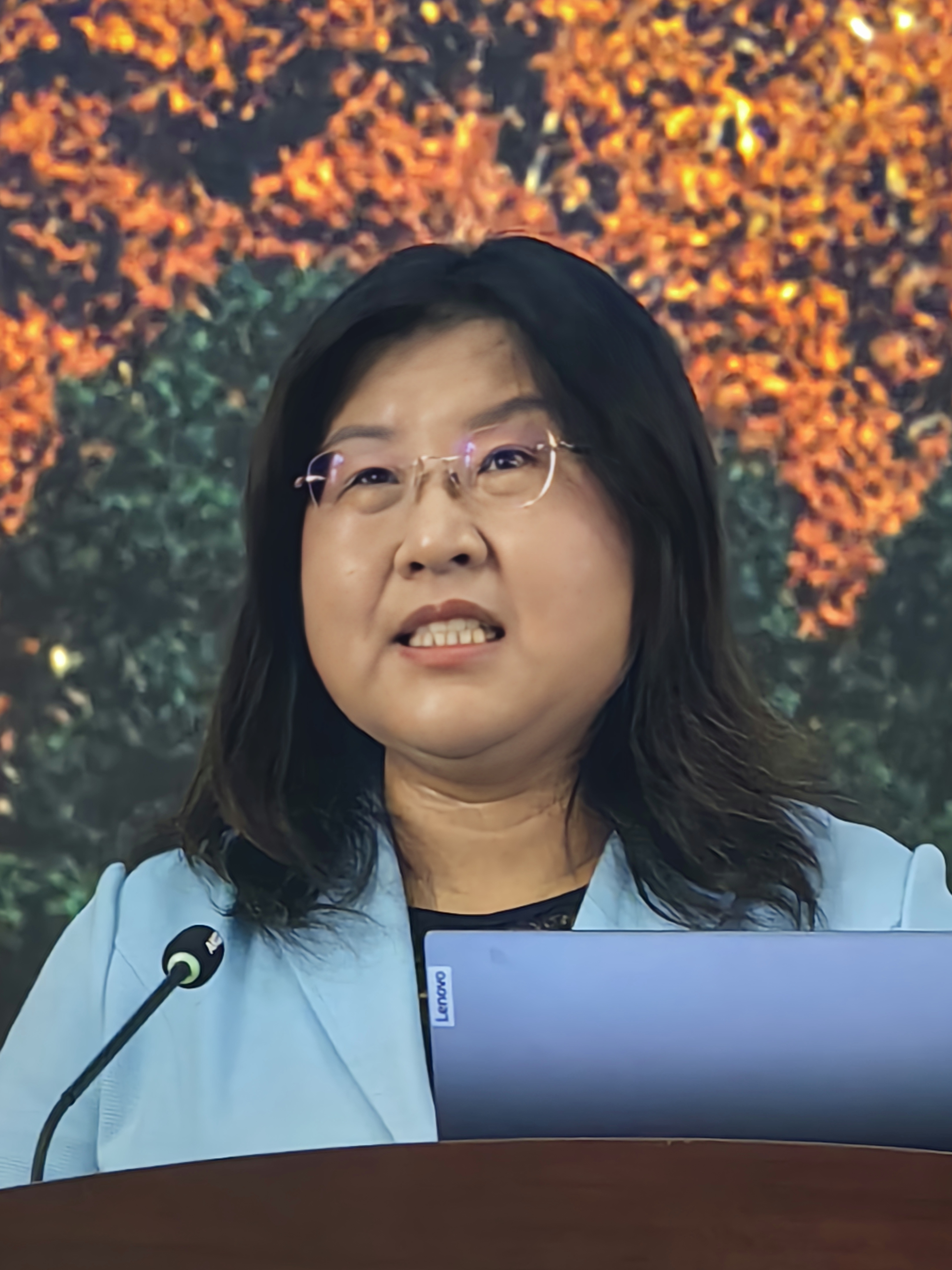
段慧玲在珞珈讲坛

段慧玲（1970年5月25日—），内蒙古巴林左旗人，蒙古族，中国力学家，北京大学工学院院长，中国科学院院士，主要从事界面力学与流固耦合领域的研究。

## 生平
段慧玲出生于内蒙古赤峰市巴林左旗白音敖包乡，早年就读于白音敖包中学、林东第一中学。1987年考入大庆石油学院（今东北石油大学）化工机械专业，先后获学士、硕士学位，后留校任教。2001年赴北京大学力学与工程科学系深造，2005年获博士学位。2007年起任教于北京大学工学院。2013年至2018年间任力学与工程科学系主任。2018年出任北大工学院副院长、执行院长，2020年升任院长。
段慧玲是教育部长江学者特聘教授（2014年）、美国机械工程师学会会士（2020年）、中国科学院院士（2023年），并担任过中国力学学会常务理事、女科技工作者专业委员会主任委员，中国复合材料学会常务理事等职。她还曾获中国青年女科学家奖（2014年）、中国青年科技奖（2016年）、教育部自然科学奖一等奖（2016年，第一完成人）、国家自然科学奖二等奖（2020年，第一完成人）、全国三八红旗手（2022年）、徐芝纶力学奖（2023年）、洪堡研究奖（2023年）等奖项。